# Komórki Rewolucyjne

Logo używane przez Komórki Rewolucyjne

Komórki Rewolucyjne (niem. Revolutionäre Zellen, RZ) – organizacja terrorystyczna z Niemiec.

## Historia
Powstały pod koniec 1972 roku z części członków tzw. Czerwonej Pomocy niosącej pomoc uwięzionym terrorystom. Pierwsza Komórka powstała we Frankfurcie nad Menem, niebawem zaczęły działalność dalsze: w Bochum, Moguncji, Wiesbaden i Berlinie Zachodnim. W samym Frankfurcie nad Menem działały cztery Komórki. Nie posiadały one przywództwa ani stałych kadr, a ich aktywiści często nie ukrywali się w podziemiu i wiedli normalne życie.
Terroryści przeprowadzili około 200 zamachów (w większości bombowych). Ataki przynosiły duże straty materialne, lecz rzadko ginęli w nich ludzie – zabijanie nie było celem terrorystów, którzy akcje kierowali tylko przeciw rzeczom. Ich dziełem był szereg zamachów bombowych i podpaleń pomieszczeń wojsk amerykańskich, siedzib izraelskich firm i przedstawicielstw, gmachów sądów, a także akcje niszczenia automatów biletowych. Komórki Rewolucyjne przyjęły taktykę „strzału w kolano” spopularyzowaną przez Czerwone Brygady, członkowie grupy ranili między innymi sędziego Sądu Administracyjnego i kierownika Urzędu do spraw Cudzoziemców w Berlinie. 11 maja 1981 roku z rąk aktywisty Komórek zginął heski minister gospodarki Heinz-Herbert Karry. Atak według założeń miał być jedynie próbą „ukarania” polityka, a nie zabójstwem. Morderstwo doprowadziło do spadku poparcia dla formacji, a w konsekwencji jej zaniku.
Aktywiści Komórek Rewolucyjnych byli również zaangażowani w terroryzm międzynarodowy. W 1975 roku Hans-Joachim Klein z RZ uczestniczył w ataku na szczyt OPEC w Wiedniu. Operację zorganizował wenezuelski terrorysta „Carlos“. W 1976 roku dwóch działaczy RZ wzięło udział w porwaniu francuskiego samolotu do Entebbe. Zakładników uwolnili izraelscy komandosi (operacja Entebbe). Kontakty z palestyńskimi fedainami i grupą „Carlosa” zaowocowały podziałem na „część europejską” i „część niemiecką”. Skrzydło „europejskie”, biorące udział w różnych akcjach terrorystycznych na terenie całej Europy, rychło wyzbyło się zasad cechujących pierwotnie Komórki Rewolucyjne (np. unikanie ofiar śmiertelnych), wierne pozostawało im natomiast skrzydło „niemieckie”.
Tubą propagandową Komórek Rewolucyjnych było podziemne pismo „Gniew Rewolucyjny”.
Z Komórek Rewolucyjnych wydzieliła się kobieca, feministyczna grupa Rote Zora.

## Ideologia
Komórki Rewolucyjne były grupą skrajnie lewicową, antyimperialistyczną i antysyjonistyczną.